# Клан Девідсон

Емблема клану Девідсон.

Герб клану Девідсон.

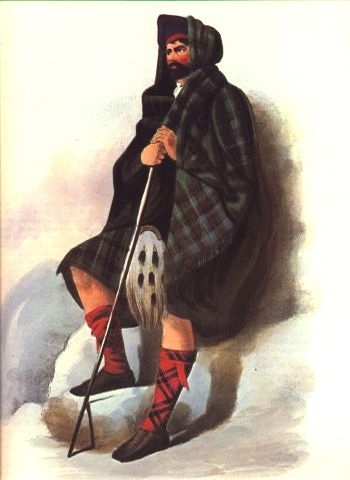
Клан Девідсон. Чоловік з клану Девідсон у традиційному вбранні. Малюнок художника Р. Р. МакЯна.

Клан Девідсон — (шотл. — Clan Davidson) — гірський шотландський клан Гайленду. Входить до конфедерації кланів Чаттан (Хаттан).

## Історія клану Девідсон

### Походження клану Девідсон
Є кілька версій походження клану Девідсон. За словами Вільяма Скене клан Девідсон був співзасновником (разом з кланом МакФерсон) давньої конфедерації гірських шотландських кланів Хаттан. Згідно повідомлень Вільяма Скене клан Девідсон походить від Гілліекаттана Великого (Мора) (гельск. — Gilliecattan Mhor) — вождя клану Хаттан, що жив у XI—XII столітті.
З словами сера Енея МакФерсона, Джона Берка та Вільяма Андерсона клан Девідсон походить від молодшого сина Муріаха (шотл. — Muriach). Муріах або Мердок був священиком в Кінгуссі (шотл. — Kingussie) і став вождем клану Хаттан після смерті свого брата. Він отримав благословення від батька у 1173 році і одружився з Хане Кавдор (шотл. — Thane Cawdor). Від цього шлюбу народилося 5 синів. Наймолодший — Девід Доу (Девід Чорний). Берк пише, що то був 5-ий син, Андерсон повідомляє, що він був 4-тим сином. Саме від нього і походить клан Девідсон.
Згідно рукопису Кінрара (шотл. — Kinrara) клан Девідсон походить від Девіда Темного (шотл. — David Dubh) з клану Коммін. Першим вождем клану був Девід — син Слане Макінтоша — дочки шостого вождя клану Макінтош, що був вождем конфедерації кланів Хаттан. Батьком Девіда був Дональд — третій син Роберта Комина, що був онуком Джона III Коміна — лорда Баденоха, вождя клану Комін. Девід і його нащадки стали відомі як вожді клану Дай (шотл. — Dhai) з 1320 року.

### Клан Девідсон у XIV—XV століттях.
Літописи повідомляють, що клан Дай або Девідсон брали участь в битві під Інвернаховоном (шотл. — Invernahavon) у 1370 році. Тоді війна йшла між конфедерацією кланів Хаттен та кланом Камерон. Між кланом Девідсон та іншими кланами конфедерації, зокрема кланом МакФерсон почалися суперечки — хто буде командувати правим крилом війська в битві. Клан Макінтош, що був на той час лідером в конфедерації кланів Хаттан підтримав клан Девідсон, в результаті МакФерсони залишили поле битви. В результаті цього клан Камерон скористався перевагою і клан Девідсон був майже повністю знищений. Але побачивши це МакФерсони повернулись на поле битви і розгромили клан Камерон.
У 1396 році відбулась битва в Північному Інчі — знову йшла війна між кланом Камерон і конфедерацією кланів Хаттен, війська якої включали клани Девідсон та МакФерсон. Після битви вождь клану Девідсон вирушив на північ — звідси і пішли клани Девідсон Кантрай та Туллох.
Сер Роберт Девідсон був головою королівських зборів у місті Абердин — ці збори ввійшли в історію як олдмени. Також він очолив загін в битві під Харлоу в 1411 році, де він був вбитий. Роберт Девідсон був другом і союзником Олександра Стюарта — графа Мара, сина Олександра Стюарта — ерла (графа) Бьюкена (Вовка Бьюкена).

### Клан Девідсон у XV—XVIII століттях
У XV—XVIII століттях клан Девідсон сидів на землях від Айр до Абердина. Перші Девідсони, які були записані в Кромарті були Дональд Девідсон і Олександр Девідсон — вони були записані як «консули» Кромарті у 1670 році. Інший Девідсон — Олександр Девідсон був відмий як клерк міста Фортрос. Він одружився з Елізабет Бремер у листопаді 1689 року. Від нього походять вожді клану, що володіли замком Туллох — центром клану.
У XVIII багато з людей клану Девідсон разом з іншими людьми з конфедерації кланів Хаттен були засуджені як якобіти і відправлені у вигнання до Америки.

### Клан Девідсон у війні за незалежність Сполучених Штатів Америки
Багато хто з вигнанців з Шотландії з клану Девідсон оселився в горах Північної Кароліни. Вони взяли активну участь в боротьбі за незалежність США. Англійські війська називали ці райони, які контролювали Девідсони «осиним гніздом заколотників». Серед відомих ватажків борців за незалежність США був генерал Вільям Лі Девідсон (1746—1781), генерал міліції штату Північна Кароліна під час американської війни за незалежність, який був убитий в битві при Коуен Форд.

## Реліквії клану Девідсон

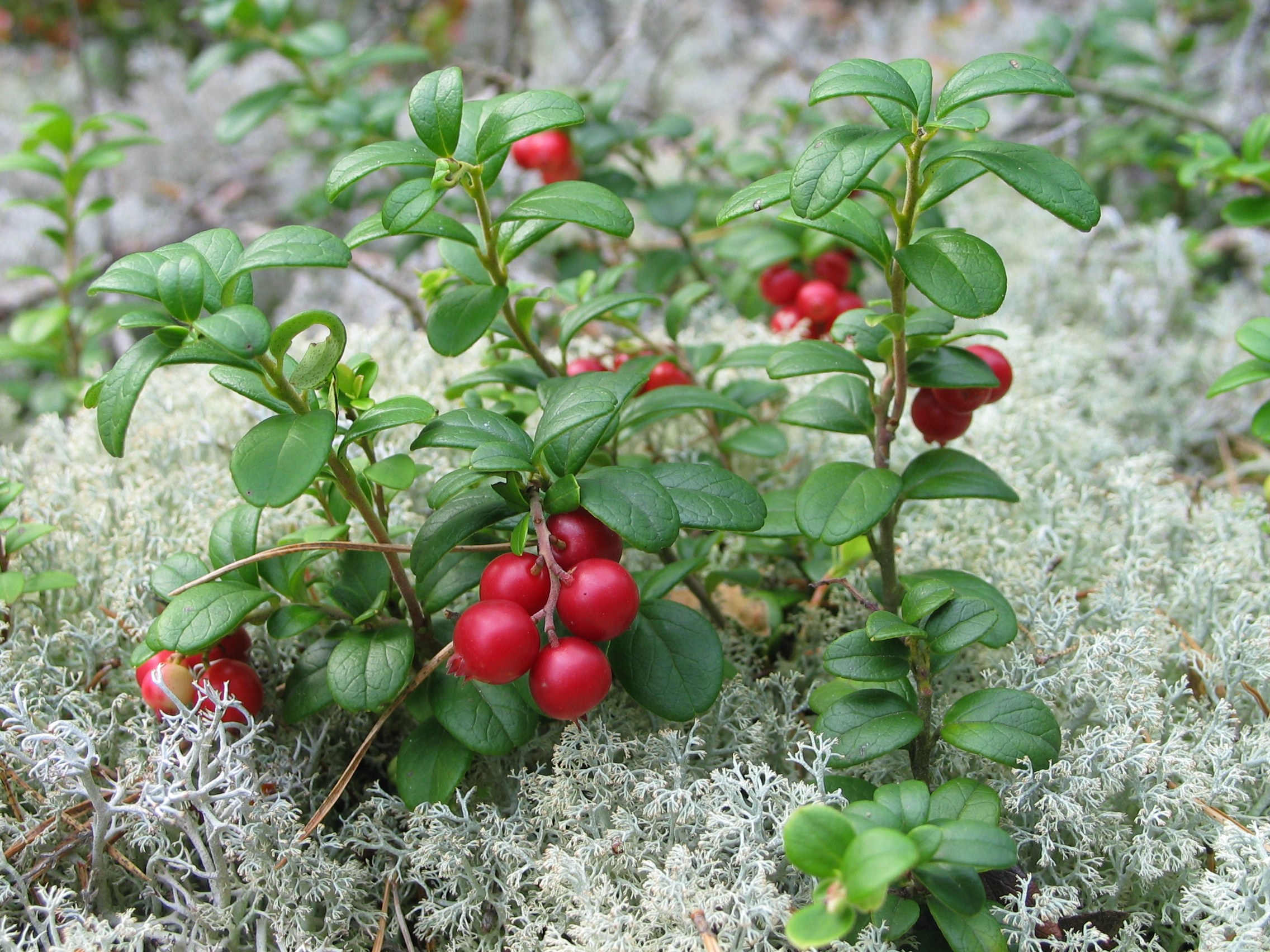
Брусниця (буяхи) — один з символів клану Девідсон.

Центром та резиденцією вождів клану Девідсон був замок Туллох (шотл. — Tulloch). Замок був особливо розбудований у XVIII столітті, але потім занепав і перетворився в руїни. Відреставрував його Роберт Лорімер (шотл. — Robert Lorimer) у 1922 році. Замок був проданий кланом Девідсон, але лишився для клану символом їх історії, традицій та слави. Збереглися як реліквії обладунки, що їх носив один з Девідсонів в битві під Харлоу у 1411 році і був убитий там же. Асоціація клану Девідсон була створена у 1909 році.

## Вожді клану Девідсон
Нинішнім вождем клану девідсон є Алістер Девідсон (шотл. — Alister Davidson), що проживає нині в Новій Зеландії. На цій посаді він з 1998 року.
Попереднім вожлем клану у 1997 році був Дункан Девідсон (шотл. — Duncan Davidson), що теж мешкав у Новій Зеландії.
У 1917—1997 роках посада вождя клану була вакантною.
У 1917 році помер вождь клану Девідсон — Дункан VI Турлохський (шотл. — Duncan VI Tulloch).